# Lakalaka

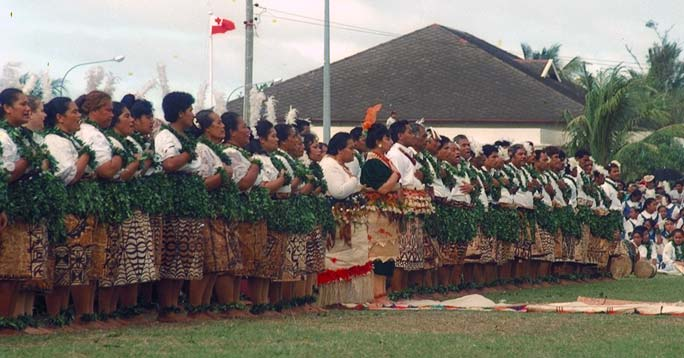
Lakalaka zum 70. Geburtstag des tongaischen Königs Taufaʻahau Tupou IV. 1988

Lakalaka sind zeremonielle Gruppentänze in Tonga, bei denen mehrere hundert Personen beteiligt sein können. Charakteristisch für die Tänze ist, dass die Tänzer die meiste Zeit stillstehen und nur kleine Schritte zur Seite nach rechts und links machen, während sie Bewegungen mit den Armen vollführen. Gesungen wird dabei sowohl von den Tänzern als auch von einem zusätzlichen Chor.
Lakalakas wurden von der UNESCO 2003 als Meisterwerk des mündlichen und immateriellen Erbes der Menschheit anerkannt.